# Gefjun

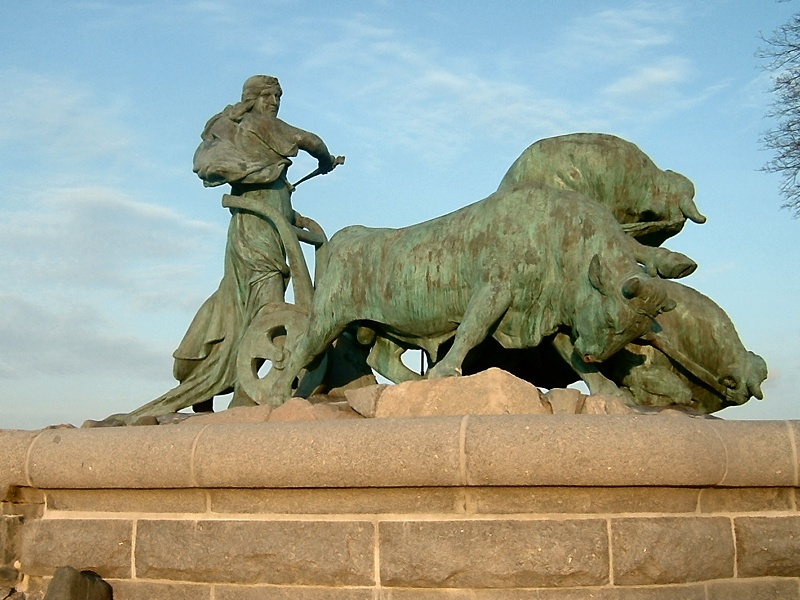
Estatua en Copenhague de Gefjun en su arado tirado por sus cuatro hijos transformados.

Gefjun ("dadora"; también Gefjon, Gefyon, Gefn) era, en la mitología escandinava, una vidente y diosa, un miembro de ambos, los Vanir y de los Æsir.
Todas las mujeres que morían vírgenes eran enviadas a sus salones, y de por esto era caracterizada como una diosa de la virtud, sin embargo también era considerada una diosa de la fertilidad.
Además, "Gefn" es uno de los nombres alternativos de Freyja, la diosa nórdica de la procreación. Es enteramente concebible que Gefjun sea meramente un aspecto de ella, de la misma manera que Morrigan (en la mitología celta) tiene multiplicidad de aspectos.
Estaba asociada con el arado, las vírgenes y la buena suerte. Las muchachas que morían vírgenes se volvían sus siervas en la otra vida.
Su esposo era el rey Skjöld, hijo de Odín (en nórdico antiguo, Óðinn). Muchos legendarios reyes daneses alegaban ser descendientes de ella.
El rey Sueco Gylfi le había prometido tanta tierra como pudiera arar en una noche, y ella transformó a sus cuatro hijos en bueyes y tomó tierra suficiente como para crear la isla danesa de Selandia, dejando en su lugar el lago sueco Vänern. Esta leyenda es conmemorada por la Fuente Gefjun de bronce en Copenhague, esculpida por Anders Bundgaard en 1908.